# فیلیپ لولو
فیلیپ لولو (فرانسوی: Philippe Leleu‎؛ زادهٔ ۲۸ مارس ۱۹۵۸) دوچرخه‌سوار اهل فرانسه است.